# TT Геркулеса
TT Геркулеса (лат. TT Herculis) — кратная звезда в созвездии Геркулеса на расстоянии приблизительно 1346 световых лет (около 413 парсек) от Солнца. Видимая звёздная величина звезды — от +10,34m до +9,61m.
Пара первого и второго компонентов — двойная затменная переменная звезда типа Беты Лиры (EB). Орбитальный период — около 0,9121 суток (21,89 часа).
Открыта Эдуардом Пикерингом в 1907 году*.

## Характеристики
Первый компонент — жёлто-белая звезда спектрального класса A7V-F2V, или A0*, или A2V, или F0, или F2V. Масса — около 2,029 солнечной, радиус — около 2,505 солнечного, светимость — около 77 солнечных. Эффективная температура — около 9500 K*.
Второй компонент — жёлтая звезда спектрального класса G. Масса — около 1,86 солнечной. Эффективная температура — около 5750 K*.
Третий компонент — коричневый карлик. Масса — около 19,62 юпитерианской. Удалён в среднем на 1,893 а.е..
Четвёртый компонент — красный карлик спектрального класса M. Масса — около 0,21 солнечной. Орбитальный период — около 41 года*.